# Сторнара
Сторнара (італ. Stornara) — муніципалітет в Італії, у регіоні Апулія,  провінція Фоджа.
Сторнара розташована на відстані близько 290 км на схід від Рима, 95 км на захід від Барі, 27 км на південний схід від Фоджі.
Населення — 5666 осіб (2014).
Щорічний фестиваль відбувається 16 серпня. Покровитель — святий Рох.

## Демографія
Населення за роками:

Станом на 1 січня 2023 року в муніципалітеті офіційно проживало 1100 іноземців з 36 країн, серед них 641 громадянин країн Євросоюзу та 8 громадян України.

## Сусідні муніципалітети
- Черіньола
- Ордона
- Орта-Нова
- Сторнарелла